# 航空燃油

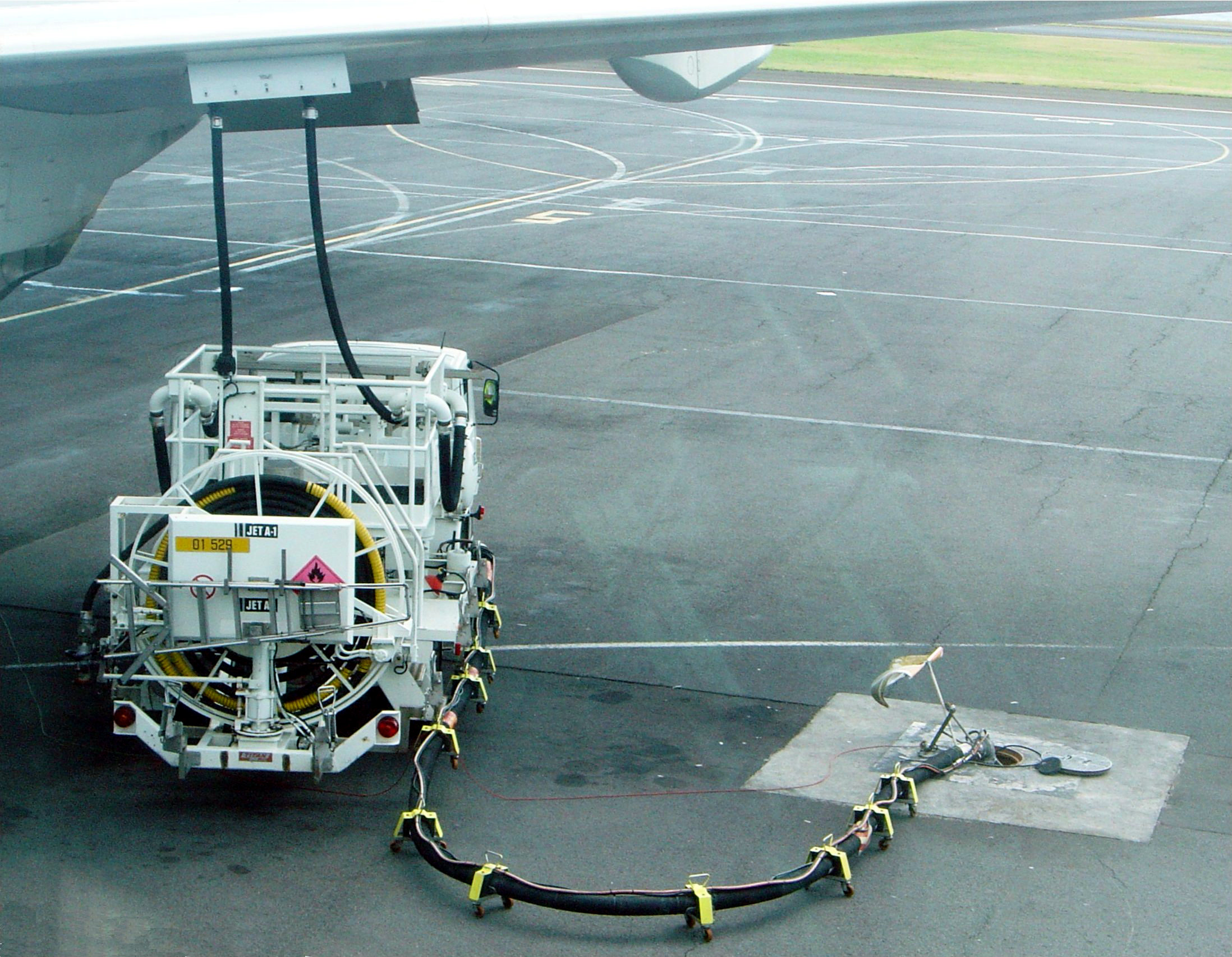
一些大型機場舖設有地下油管，飛機只須通過泵車加油

航空燃油是指一些專門為飛行器而設的燃油品種，品質比暖氣系統和汽車所使用的燃油高，通常都含有不同的添加物以減低結冰和因高溫而爆炸的風險。
航空燃油分為兩大類：航空汽油，用於往複式發動機的飛機上。航空煤油，用於噴射發動機的飛機上。1944年在芝加哥舉行的國際會議上通過航空燃油豁免徵稅。

## 使用

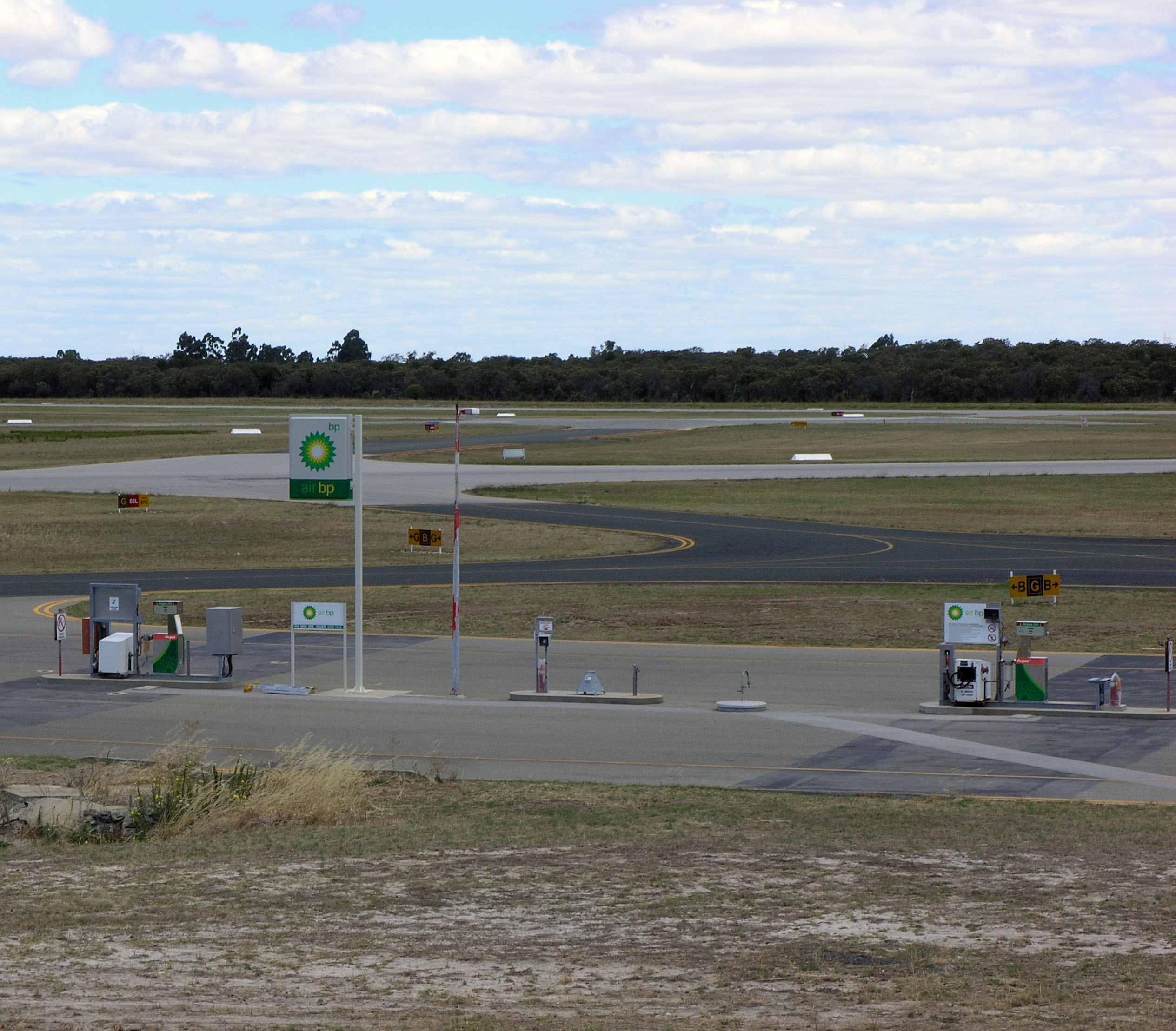
飛機加油站

航空燃油通常由運油車運送到在停泊的飛機或直昇機旁。但也有一些機場設有加油站，飛機需要滑行到加油站加油。而一些大型機場則舖設有地下油管，連繫到各個泊位下，飛機只須通過泵車加油。
加油方式亦有兩種，包括翼上和翼下。翼上加油用於小型飛機、直昇機和所有往複式發動機飛機上，打開一個或多個油箱再以傳統油泵加油，與汽車加油相似。翼下加油，也被稱為單點式(single-point)加油，用於使用航空煤油的大型飛機上，由一條高壓喉管連接加油口，再利用油泵以50PSI的壓力泵進油箱內。由於只有一個加油點，油箱之間的燃油分配都由加油點控制面版或駕駛艙控制。
由於混淆航空燃油的種類會非常危險，所以有幾種方法去分辨航空汽油和航空煤油，除了清楚標明燃油種類在所有容器、車輛和喉管上，航空汽油會被染成紅色、綠色或藍色，加油噴咀的直徑為40毫米(美國為49毫米)，而往複式發動機飛機的加油口則不得大於60毫米。航空煤油是無色的，而加油噴咀直徑大於60毫米，並不適合用於航空汽油的加油口。

## 安全措施
飛機在天空飛行後，會積聚一些靜電。如果在加油前不把靜電消除，可能會產生電弧並點燃燃油蒸氣。為了防止上述意外發生，飛機必須連接導線到加油器具，在一些地區更加會要求飛機和加油車接地。
航空燃油可以對環境構成極大的傷害，所有加油車輛都帶有控制燃油洩漏的器材。任何加油作業都必須配備滅火器，而機場消防隊都受過特別訓練去應付航空燃油洩漏和火警。航空燃油必須每天和在每次飛行前進行檢查，以免航空燃油被水或污染物污染。

## 外部連結
- 航空燃油 (by Chevron)